# The Proms
The Proms – koncerty promenadowe muzyki klasycznej, zorganizowane po raz pierwszy w 1895 roku. Od 1927 z krótką przerwą organizowane przez BBC, obecnie w Royal Albert Hall w Londynie.

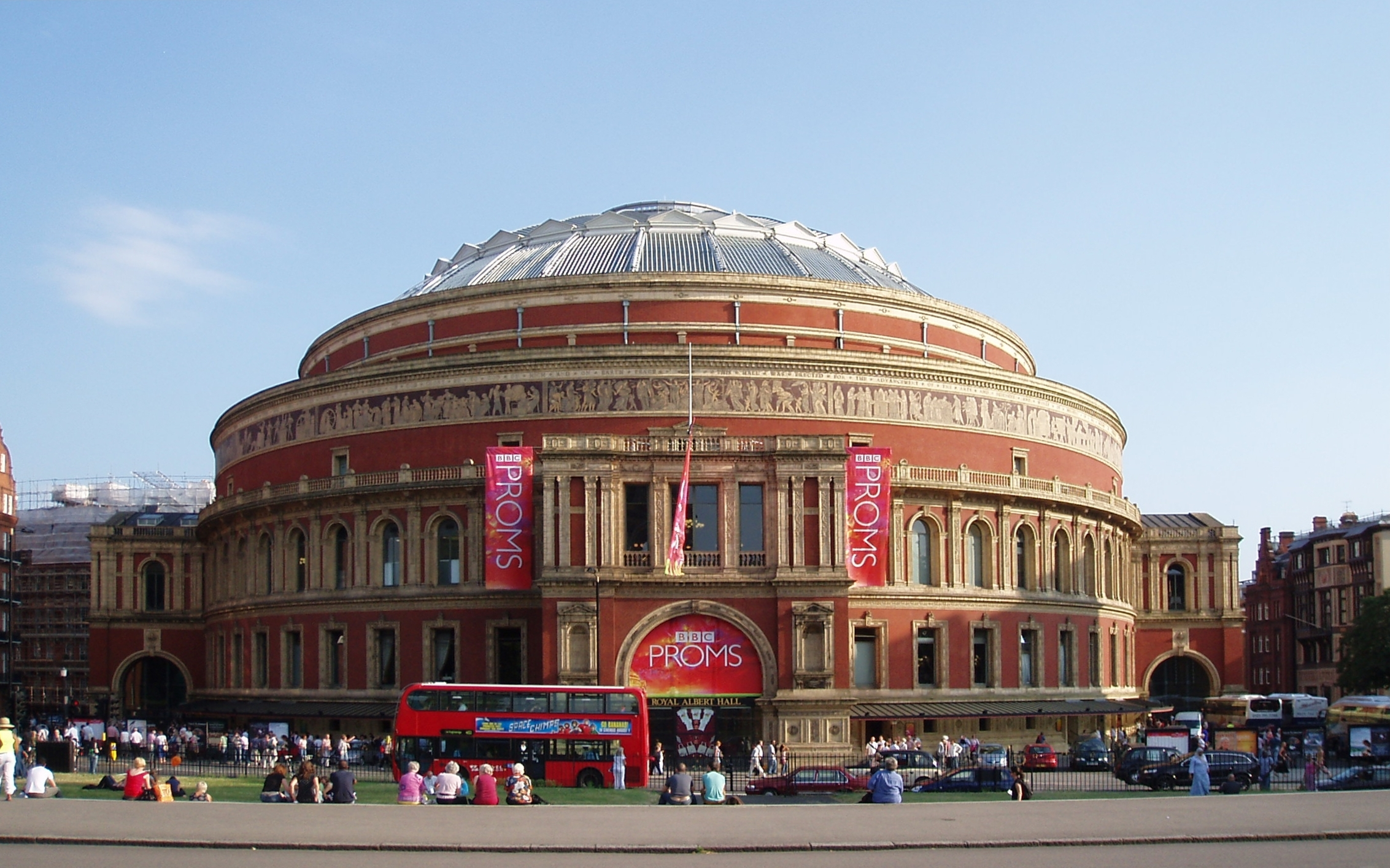
Widok Royal Albert Hall z zewnątrz podczas koncertu Proms w sezonie 2008

Proms jest nie tylko festiwalem muzyki poważnej, ale też świętem sztuki i dobrem narodowym Anglików stanowiąc przejaw wyspiarskiego stylu życia. Koncertów Proms słuchają dziesiątki tysięcy ludzi, nie tylko miłośnicy muzyki klasycznej. Dotyczy to szczególnie finału, znanego jako The Last Night of the Proms, będącego okazją do manifestowania uczuć patriotycznych i przywiązania do wspólnoty. Proms wywarł znaczący wpływ na kulturę muzyczną świata, ponieważ był pierwszym demokratycznym festiwalem w historii, przeznaczonym od początku dla wszystkich chcących w nim uczestniczyć, bez względu na status społeczny czy materialny. Stanowi połączenie masowości (duża ilość uczestników, transmisje radiowe i telewizyjne BBC) z dbałością o najwyższy poziom artystyczny. Jego replika jest organizowana również w Polsce.
Czeski dyrygent Jiří Bělohlávek w mowie pożegnalnej na zakończenie Last Night of the Proms 2007 określił Proms jako „największy i najbardziej demokratyczny festiwal muzyki klasycznej na świecie”.

## Historia

### 1894–1927

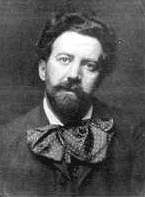
Henry Wood, pierwszy dyrygent Proms

W 1894 roku Robert Newman, dyrektor Queen’s Hall w Londynie, spotkał młodego muzyka i dyrygenta Henry’ego Wooda i poinformował go o swoich planach, dotyczących nowego cyklu koncertów, które miałyby się odbywać w okresie letnim. Koncerty te w założeniu miały dać ludziom wiedzę na temat muzyki klasycznej i uczynić ją bardziej popularną. Koncerty miały rozpoczynać się od utworów łatwiejszych i stopniowo przechodzić do coraz ambitniejszych. Wood zgodził się zostać dyrygentem stałej orkiestry i pomóc Newmanowi w rozwijaniu idei tych koncertów. Pierwszy z koncertów Proms, noszących wówczas nazwę Mr. Robert Newman’s Promenade Concerts, odbył się 10 sierpnia 1895 roku.
Program koncertu finałowego pierwszego Promenade Concerts z 5 października 1895 roku, opublikowany przez The Times, zawierał 9 pozycji, w tym dzieła Charles’a Gounoda (muzyka baletowa z opery Polyeucte), Giuseppe Verdiego (fragmenty z opery Aida), Charlesa Huberta Hastingsa Parry’ego (fragment Idylla z jego Suite Moderne) i na zakończenie Grande Marche z Les Enfants de la Garde Adolpha Schloessera.
Pierwotne koncerty trwały trzy godziny i stanowiły mieszankę utworów klasycznych w pierwszej połowie i fragmentów z popularnych oper w drugiej. Cena biletu na pojedynczy koncert wynosiła 1 szylinga (pięć pensów), natomiast bilet sezonowy kosztował 1 gwineę (1,05 funta).
W pierwszych sezonach Proms powstała tradycja Nocy Wagnerowskich (w poniedziałki) i Nocy Beethovenowskich (w piątki). Wood kontynuował zestawianie utworów kompozytorów znanych (jak Ludwig van Beethoven i Johannes Brahms), jak i współczesnych (Igor Strawinski, Arnold Schönberg i Richard Strauss), ustalając na każdy sezon nowy program. Promował również młodych, zdolnych artystów i zabiegał o podniesienie standardów orkiestrowych, przez co w 1904 roku stał się niepopularny; udało mu się jednak zlikwidować system, w którym muzycy wysłali na próby orkiestrowe swoich zastępców, a sami zjawiali się osobiście dopiero na koncercie. Do 1920 roku Wood wprowadził do programu Proms wielu z czołowych kompozytorów tamtych lat, w tym Debussy’ego, Rachmaninowa, Ravela i Vaughan Williamsa. Choć początek I wojny światowej wywołał niechęć społeczeństwa do wszystkiego, co niemieckie, to Wood i Newman podkreślali, że wielkie dokonania muzyczne i artystyczne należą do całego świata i nie powinny podlegać chwilowym uprzedzeniom. Newman wkrótce popadł w kłopoty finansowe, a dzierżawę hali koncertowej przejęli wydawcy Chappell and Co. W 1915 roku przejęli oni także orkiestrę, która została przemianowana na New Queen’s Hall Orchestra.

### 1927–1945
Ponieważ koncerty Proms przynosiły straty, w 1927 wydawnictwo Chappell’s wycofało się ze wsparcia finansowego. W tym samym roku BBC uzyskała status korporacji z zadaniem „informowania, edukowania i dostarczania rozrywki”, podobnym do tego, jaki postawił sobie Wood odnośnie do Proms. BBC przejęła organizację Proms, które przez trzy lata były wykonywane przez Sir Henry Wood and his Symphony Orchestra, aż do momentu, gdy w 1930 roku założono BBC Symphony Orchestra. Proms zyskały teraz szerszą publiczność, choć pojawiły się obawy, że transmisja może przyczynić się do spadku ich oglądalności. W 1939 roku, w trzy dni po wypowiedzeniu przez Wielką Brytanię wojny Niemcom, BBC zdecentralizowała swój dział muzyczny i ogłosiła, że nie będzie w stanie dalej wspierać Proms. Woodowi udało się w sezonach 1940 i 1941 znaleźć prywatnych sponsorów i zastąpić orkiestrę BBC przez London Symphony Orchestra. Wskutek nasilających się nalotów sezon 1940 trwał tylko cztery tygodnie. 10 maja 1941 roku na skutek bombardowań Luftwaffe zniszczeniu uległa Queen’s Hall. Ponieważ jedyną dostępną salą koncertową w Londynie była wtedy Royal Albert Hall, więc koncerty Proms sezonu 1941 zorganizowano właśnie w niej. Od 1942 roku BBC powróciła do sponsorowania Proms. 19 sierpnia 1944 roku, dziewięć dni po pięćdziesiątej rocznicy inauguracji Proms, zmarł Henry Wood. W ciągu ostatnich lat jego życia nastąpiło kilka znaczących zmian: BBC Symphony Orchestra została połączona z London Philharmonic Orchestra i London Symphony Orchestra, a Wood zaczął dzielić obowiązki dyrygenta wspólnie z Adrianem Boultem i Basilem Cameronem. Po śmierci Wooda koncerty Proms w sezonie 1945 (w tym w koncert finałowy) poprowadzili Boult i Cameron (wraz z Constantem Lambertem).

### Po 1945
Od 1950 roku głównym dyrygentem BBC Symphony Orchestra, prowadzącym większość spektakli, został Malcolm Sargent. Stał on się wiodącą postacią Proms po śmierci Henry’ego Wooda. Po wojnie tradycyjne Noce Wagnerowskie wyszły z mody. Po 1953 roku popularne stały się Wieczory Wiedeńskie i rocznice kompozytorskie. W latach 1957 i 1958 uczczono zgony Sibeliusa i Vaughana Williamsa, poświęcając im pełne cykle symfoniczne. W latach 50. do udziału w Proms dopuszczono również orkiestry spoza Londynu; pierwszą z nich była Manchester’s Hallé Orchestra pod batutą Johna Barbirollego. W kolejnych latach udział wzięły też Bournemouth Symphony Orchestra i Royal Liverpool Philharmonic, a wśród dyrygentów pojawili się: Charles Groves, Colin Davis, Norman Del Mar i Charles Mackerras. W 1959 roku, wraz z pojawieniem się Williama Glocka na stanowisku szefa działu muzycznego BBC, tożsamość Proms zaczęła się zmieniać. Do podstawowego repertuaru zaczęto wprowadzać szerzej utwory odzwierciedlające aktualne trendy muzyczne z całego świata; w latach 1959 i 1964 liczba nowych dzieł w ramach Proms wzrosła ponad dwukrotnie. W sezonie 1963 pojawiły się wśród dyrygentów takie nazwiska, jak Georg Solti, Leopold Stokowski i Carlo Maria Giulini, a w 1966 roku w charakterze wykonawcy zaprezentowała się pierwsza orkiestra zagraniczna: Wielka Orkiestra Symfoniczna Wszechzwiązkowego Radia i Centralnej Telewizji z Moskwy (obecnie Wielka Orkiestra Symfoniczna im. Piotra Czajkowskiego). Po niej pojawiły się Koninklijk Concertgebouworkest, Narodowa Orkiestra Symfoniczna Polskiego Radia i Filharmonia Czeska. Proms nabrał wówczas cech dużego festiwalu międzynarodowego. Inne znaczącą innowacją lat 60. było wprowadzenie pełnych spektakli operowych (zapoczątkowane wystawieniem w 1961 roku opery Don Giovanni Mozarta w wykonaniu Glyndebourne Opera) oraz koncertów zespołów reprezentujących kultury pozaeuropejskie (w tym kultury Indii, Tajlandii, Indonezji i Japonii). Jako nowe gatunki pojawiły się: muzyka na perkusję, jazz, gospel, muzyka elektroakustyczna oraz koncerty przeznaczone specjalnie dla dzieci. BBC starała się w każdym sezonie przekazywać najnowsze trendy muzyczne. W latach 70. wprowadzono koncerty nocne Late Night concerts i Pre-Prom Talks.
Rok 1973 był ostatnim sezonem Williama Glocka na stanowisku szefa działu muzycznego BBC. Podium dyrygenckie zajął Norman Del Mar, zwolennik bardziej „tradycyjnego” programu. Po nim do roku 1990 koncertami Last Night of the Proms kierowali dyrygenci zapraszani co roku; wśród nich byli Charles Groves, James Loughran, Vernon Handley, Raymond Leppard, Mark Elder i John Pritchard.

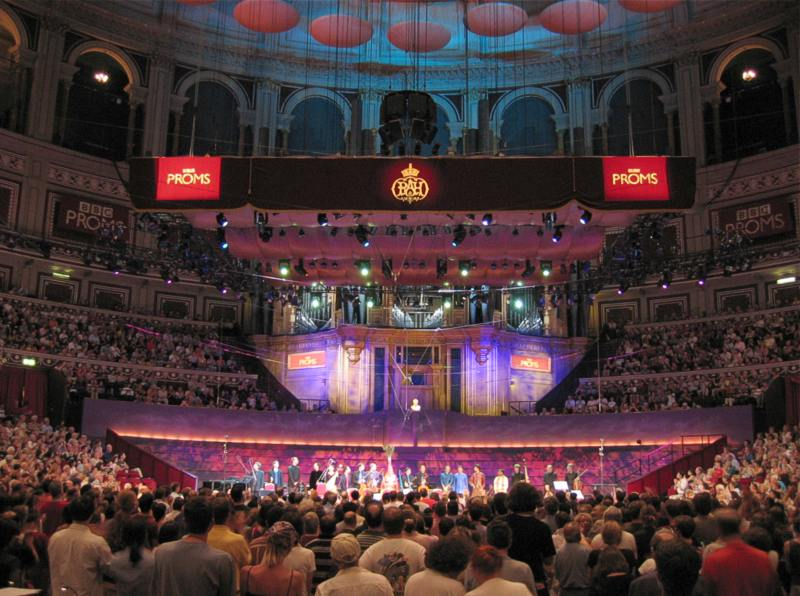
Proms w Royal Albert Hall w sezonie 2004. Przed prospektem organowym widoczne popiersie Henry’ego Wooda

W 1994 roku odbył się jubileuszowy, 100. koncert Proms. Od tego momentu w ramach festiwalu zaczęto prezentować corocznie 70 koncertów, poszerzając sukcesywnie repertuar symfoniczny i orkiestrowy, kontynuując zapraszanie do udziału w Proms czołowych wykonawców międzynarodowych oraz prezentując najlepsze dokonania brytyjskiej sceny muzycznej, zgodnie z pierwotną koncepcją Henry Wooda.
W 1996 roku zostały wprowadzono Proms Chamber Music, Proms Lectures i Proms in the Park. Ten ostatni umożliwia widzom zgromadzonym w parkach w Belfaście, Glasgow, Manchesterze, Swansea oraz w londyńskim Hyde Parku oglądanie na dużym ekranie finału – Last Night of the Proms – i tym samym uczestnictwo w tym programie.
W 2013 roku, po raz pierwszy w historii Last Night of the Proms, za pulpitem dyrygenckim stanęła kobieta, amerykańska dyrygentka Marin Alsop. W tym samym roku, 23 sierpnia, po raz pierwszy na Proms wystąpiła Orkiestra Symfoniczna Filharmonii Narodowej pod batutą Antoniego Wita.

## Last Night of the Proms

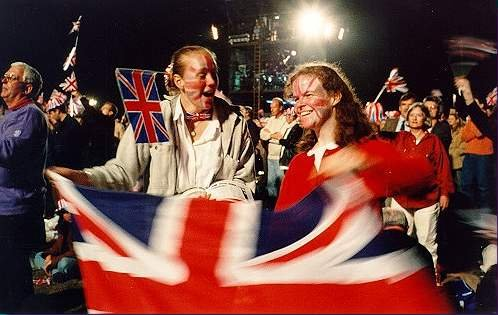
Publiczność podczas Last Night of the Proms w sezonie 1996

Na zakończenie koncertów finałowych, znanych jako Last Night of the Proms, przyjęła się tradycja wykonywania utworów określanych jako tradycyjne i patriotyczne, takich jak: Marsz nr 1 D-dur z cyklu Pomp and Circumstance Marches Elgara, znany bardziej jako Land of Hope and Glory (Kraj nadziei i chwały), Fantasia on British Sea Songs Henry’ego Wooda i Rule, Britannia! (kompozycja Thomasa Augustine’a Arne’a) oraz, jako finał, pieśń Jerusalem z muzyką Charlesa Huberta Hastingsa Parry’ego, z nową orkiestracją Elgara. Przed odśpiewaniem Jerusalem dyrygent Orkiestry Symfonicznej BBC wygłasza tradycyjnie mowę pożegnalną z podziękowaniami i życzeniami, pośród zgiełku okrzyków, dźwięków gwizdków i trąbek, grzechotek piłkarskich i pękających balonów. W latach 1979–1984 w repertuarze Last Night of the Proms pojawiła się popularna pieśń Auld Lang Syne (w aranżacji Cedrica Thorpe’a Daviego).

## Proms w Polsce
W roku 1996 Krakowskie Towarzystwo Przemysłowe postanowiło zorganizować w Krakowie replikę Last Night of the Proms, dedykując ją Brytyjczykom prowadzącym interesy i pracującym w Polsce. Koncert odbył się 28 września pod nazwą Last Night Of The Proms In Cracow. W sali Teatru Słowackiego wystąpili wówczas: Agnieszka Kurowska – sopran, Bożena Zawiślak Dolny – mezzosopran, Elżbieta Karaś – fortepian, Radiowa Orkiestra Symfoniczna, Chór Polskiego Radia w Krakowie i madrygaliści Capella Cracoviensis pod batutą Jerzego Maksymiuka. Sukces koncertu sprawił, że Krakowskie Towarzystwo Przemysłowe postanowiło przekształcić go w imprezę cykliczną. Pierwszymi koncertami dyrygował Jerzy Maksymiuk, najpierw Orkiestrą Polskiego Radia w Krakowie, a od 1999 roku Narodową Orkiestrą Symfoniczną Polskiego Radia (NOSPR) w Katowicach. Po nim NOSPR prowadzili: Robin Page (2001), Jonathan Del Mar (2002), Mark Fitz-Gerald (w latach 2003-2008 orkiestrę NOSPR i chóry i w latach 2009–2011 Orkiestrę Akademii Beethovenowskiej), Gabriel Chmura (2012) i Daniel Smith (2013, Orkiestra Akademii Beethovenowskiej).
W dotychczasowych koncertach wystąpiło wielu znanych solistów, zarówno polskich (Arkadiusz Bialic, Kaja Danczowska, Julian Gembalski, Maciej Grzybowski, Iwona Hossa, Kuba Jakowicz, Tomasz Kuk, Łukasz Kuropaczewski, Waldemar Malicki, Mariusz Patyra, Edyta Piasecka, Karol Radziwonowicz, Iwona Sobotka, Monika Swarowska-Walawska, Elżbieta Towarnicka), jak i zagranicznych (Ole Edvard Antonsen, Øystein Baadsvik, Martin Fröst, Kevin Kenner, Dave Lee, Christian Lindberg, Hanna-Elisabeth Müller, Alison Pearce, Tatiana Szebanowa).